# الدراسات الفلسطينية
الدراسات الفلسطينية هو مجال متعدد التخصصات يتناول البحث ودراسة حضارة وتاريخ وأدب وفن وثقافة الشعب الفلسطيني. وهذا المجال هو جزء من المجال الأوسع للدراسات الشرقية.
وتتميز الدراسات الفلسطينية عن الدراسات العربية، ويشمل هذا المجال الأنثروبولوجيا، ودراسات ما بعد الاستعمار، ودراسات النوع الاجتماعي، والدراسات الثقافية، والأدب الإنجليزي والمقارن.

## خلفية
تطور مجال الدراسات الفلسطينية بشكل ملحوظ منذ بدايته، وقبل أواخر الثمانينيات، تناول دراسة فلسطين من خلال النظريات الاجتماعية الغربية التي أكدت على مهمة المستوطنين والمستعمرين الأوروبيين لتوجيه السكان الأصليين إلى الحداثة.
كان للاستشراق تأثير كبير على نظرة العالم الغربي إلى فلسطين وشعبها. سلطت أعمال إدوارد سعيد حول الاستشراق الضوء على المواقف والصور النمطية السلبية التي يحملها الكتاب والمستشرقون الغربيون تجاه الشرق، بما في ذلك فلسطين.[بحاجة لمصدر] أدى ظهور علم الآثار الكتابي في القرن التاسع عشر، مدفوعًا بالقوى الأوروبية المتنافسة للسيطرة على فلسطين، إلى استكشاف أثري واسع النطاق والسيطرة على الدراسات الكتابية. إن إنشاء صندوق استكشاف فلسطين في عام 1865 وما تلا ذلك من أعمال التنقيب في المواقع الرئيسية خلال العصر الذهبي لعلم الآثار الكتابي في العشرينيات من القرن العشرين، ساهم في تشكيل تخصصات علم الآثار والدراسات الكتابية.
في السنوات الأخيرة، حدث تحول في دراسة إسرائيل والدول العربية والعلاقات العرقية في فلسطين وإسرائيل. كان هناك تحرك نحو التاريخ الاجتماعي والثقافي في دراسة أواخر العصر العثماني وعصر الانتداب في فلسطين، واستكشاف قضايا الجنس والطبقة والعرق والإمبراطورية.

## المراكز الأكاديمية
- مؤسسة الدراسات الفلسطينية
- المركز الأوروبي للدراسات الفلسطينية في جامعة إكستر
- مركز الدراسات الفلسطينية في جامعة كولومبيا
- مركز الدراسات الفلسطينية (CPS) في مدرسة الدراسات الشرقية والإفريقية في لندن
- مركز جامعة براون للدراسات الفلسطينية في جامعة براون
- مركز الأبحاث الفلسطيني الأمريكي
- مركز كامبريدج للدراسات الفلسطينية
- سماع فلسطين في جامعة تورنتو
- المركز الفلسطيني للبحوث السياسية والمسحية (PSR)
- صندوق استكشاف فلسطين
- جمعية فلسطين
- الجمعية الفلسطينية الشرقية
- المدرسة البريطانية للآثار في القدس
- مركز هاشم ساني للدراسات الفلسطينية في جامعة ملايا

## المجلات والمجلات
- مجلة الدراسات الفلسطينية
- مجلة الأرض المقدسة والدراسات الفلسطينية
- القدس الفصلية
- مجلة فلسطين-إسرائيل
- نشرة الدراسات الفلسطينية (BPS)
- مراجعة فلسطين/إسرائيل

## أنظر أيضا
- دراسات الشرق أوسطية
- الاستشراق